# Нилтон Сантос
Нилтон Реис дос Сантос (порт. Nílton Reis dos Santos; 16. мај 1925 — 27. новембар 2013) био је бразилски фудбалски репрезентативац.
Рођен је у Рио де Жанеиру. Играо је на позицији левог бека. Фудбалску каријеру започео је у бразилском клубу Ботафого, за који је играо током целе каријере од 1948. до 1964. У чак 723. наступа постигао је 11 голова. Био је веома популаран код навијача, јер је поред одбрамбених задатака умео да постигне лепе голове и поседовао веома добру технику.
За бразилску фудбалску репрезентацију играо је од 1949. до 1962. У 75 наступа постигао је 3 гола. Освајач је два светска првенства са Бразилом, 1958. и 1962, а био је један од кључних играча у успеху свог тима. Поводом 100. година ФИФЕ 2004., Пеле је саставио списак 125 највећих фудбалера на којем је изабрао и Нилтона Сантоса.
Сантос је умро од последица инфекције плућа 27. новембра 2013. у Рио де Жанеиру у 88 години.